# 沙姆洛克流浪足球俱乐部
沙姆洛克流浪足球俱樂部（英語：Shamrock Rovers Football Club），又稱「三葉草流浪者」，是位於愛爾蘭共和國首都都柏林的足球隊，現時在FAI愛超中作賽。球隊共贏得 15 次聯賽冠軍(包括在1980年代的四連冠)；及 24 次愛爾蘭足協盃冠軍(包括在1960年代的六連冠，兩項冠軍次數均是愛爾蘭足球壇的紀錄)，使其成為愛爾蘭足球歷史上最成功的球隊。球隊徽章以足球和三葉草為特色，參考了球隊的名稱，隊名Seamróige在愛爾蘭語中意為「三葉草」。
沙洛克流浪是首支踏足歐洲賽場的愛爾蘭球隊，亦是首支參加歐洲盃的愛爾蘭球隊，於1958年首遇曼聯的巴斯比宝贝。同時沙洛克流浪亦是於1967年協助建立北美洲足球聯賽（North American Soccer League）的歐洲球隊之一，以波士頓流浪（Boston Rovers）的名義代表波士頓在聯合足球協會（United Soccer Association）的東部賽區（Eastern Division）參戰。沙洛克流浪亦比其他球隊提供更多的國腳給愛爾蘭國家隊，共有多達62名球員曾經代表國家隊出賽。在全愛爾蘭跨界的競賽中，沙洛克流浪共贏得6個錦標，比其他的愛爾蘭球隊更多。
沙洛克流浪於1901年在都柏林林森德（Ringsend）成立，但在以前的主場格伦马鲁尔公园（Glenmalure Park）的大閘卻指成立年份為1899年。由於格伦马鲁尔公园於1987年被出售，沙洛克流浪自此成為無主孤魂，現時租用托尔卡公园球场（Tolka Park）作為主場，計畫可於2009年球季搬到新主場塔拉理运动场（Tallaght Stadium）作賽。
沙洛克流浪最近與马耳他球隊弗罗瑞安娜（Floriana F.C.）結盟成為伙伴球隊。

## 球會歷史
沙洛克流浪於1901年在內都柏林（inner-Dublin）市郊林森德（Ringsend）成立，命名源於當地的三葉草大道（Shamrock Avenue），而三葉草也作為球隊徽章中的特色之一。沙洛克流浪註冊成為倫斯特省足球協會（Leinster Football Association ）會員，但成立後頭兩年只進行友誼賽。其後參加都柏林郡聯賽（County Dublin League），於1904/05年球季獲得聯賽冠軍，同時贏取倫斯特初級盃（Leinster Junior Cup）。翌年參加倫斯特初級聯賽（Leinster Junior League），隨即獲得聯賽冠軍並成功衛冕倫斯特初級盃。由於欠缺主場球場，沙洛克流浪於1906年及1915年兩度參加倫斯特高級聯賽（Leinster Senior League）均以失敗告終。
1921年部分倫斯特高級聯賽前領球隊參加分裂後成立的愛爾蘭足球聯賽（League of Ireland），沙洛克流浪承時再次加入倫斯特高級聯賽，汲取早前經驗，沙洛克流浪在都柏林市外3英哩的云地阿伯（Windy Arbour）租用一幅土地作為主場，成功獲得1921/22年球季聯賽冠軍。翌年參加愛爾蘭足球聯賽，自此從末離開。1922/23年首季比賽即能贏得聯賽冠軍，射入現時仍然保持的77球最高入球紀錄及整季僅一敗，這時沙洛克流浪搬到密尔城（Milltown, Dublin）的新主場。1924/25年球季再次獲得聯賽冠軍，同年更首次奪得愛爾蘭足協盃成為雙料冠軍。1926年沙洛克流浪遷入原本球場後面的新場地，即後來的格伦马鲁尔公园（Glenmalure Park），作為主場球場。1927年首次穿著綠白橫間球衣，獲得「Hoops」的綽號。
這時的沙洛克流浪被稱為「盃賽專家」，於1929年到1933年連續五年奪得愛爾蘭足協盃，更於1931/32年球季第二次成為雙料冠軍。1937年吉米·邓恩（Jimmy Dunne）從英格蘭返回沙洛克流浪擔任球員兼教練，首季即協助球隊獲得1937/38年聯賽冠軍，翌年成功衛冕，再於1940年贏得第八次愛爾蘭足協盃。1940年代沙洛克流浪再贏得三屆愛爾蘭足協盃（1944年、1945年及1948年），邓恩不幸於1949年11月14日因心臟病突發而去世，死時年僅44歲。
1950年代沙洛克流浪再次步入黃金期，分別於1953/54年、1956/57年及1958/59年球季獲得聯賽冠軍，並於1955年及1956年連續兩年贏得愛爾蘭足協盃。更於1957年首次踏足歐洲賽場，於歐洲盃預賽兩回合累計2-9被曼聯淘汰。
1960年代沙洛克流浪再顯「盃賽專家」本色，於1964年到1969年連續六屆奪得愛爾蘭足協盃，打破早前的五連冠紀錄，於1963/64年球季再次贏得雙料冠軍榮譽。
1971年沙洛克流浪於附加賽落敗而失去聯賽冠軍。1972年科宁汉姆家族（Cunningham family）出售球隊股權。直到1970年代，沙洛克流浪廣受擁護，主場通常可以吸引20,000球迷，而於达利穆恩特公园球场（Dalymount Park）舉行的盃賽決賽或歐洲比賽更可吸引高達30,000球迷進場觀戰。雖然1978年强尼·吉尔斯（Johnny Giles）的加盟一度帶來中興希望，同年奪得愛爾蘭足協盃，其後由於戰績下滑、電視轉播國外足球比賽及其他活動，使沙洛克流浪在1980年代末期的平均入座率下跌到祇有約1,500。
沙洛克流浪的新東主基尔康尼家族（Kilcoyne family）於1983年禮聘吉姆·迈克劳林（Jim McLaughlin）出任領隊，沙洛克流浪在聯賽「四連冠」（Four in a Row），獲得1983/84年、1984/85年、1985/86年及1986/87年球季聯賽錦標；雖然1984年在愛爾蘭足協盃決賽負於（UCD）而未能取得雙料冠軍，但贏得隨後的三屆（1985年、1986年及1987年）冠軍。

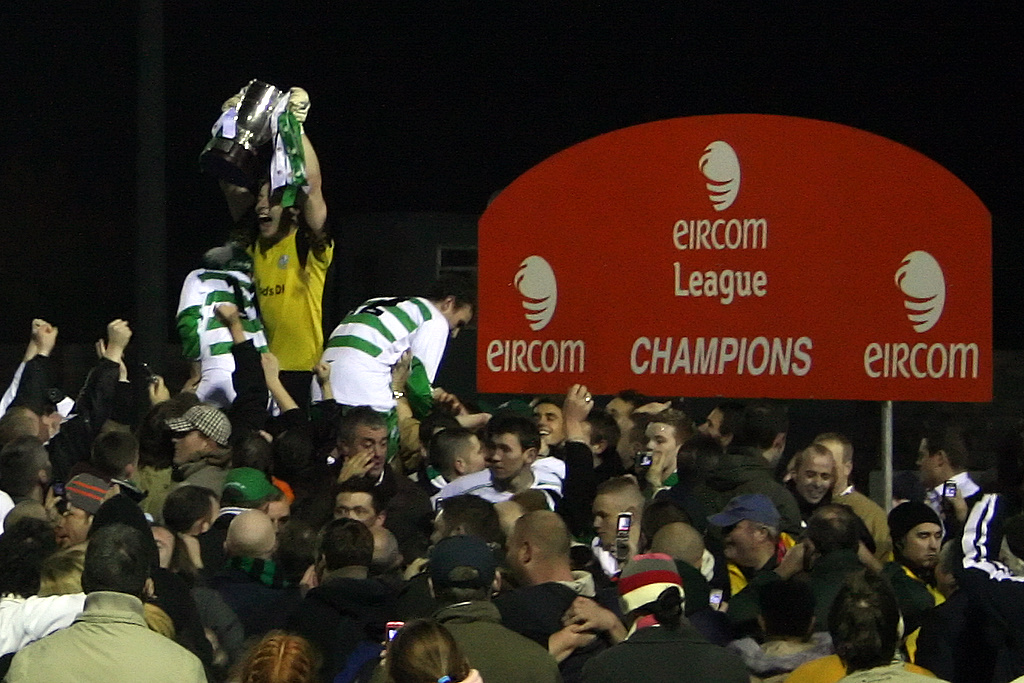
門將巴利·墨菲高舉甲組聯賽獎盃

1987年沙洛克流浪球隊的東主基尔康尼家族決定出售主場格伦马鲁尔公园，雖然支持球迷進行長時間及激烈但無效的運動希望挽救球場，达利穆恩特公园最終仍被拆卸及發展成屋苑。球迷因此杯葛沙洛克流浪的主場比賽，最後迫使基尔康尼家族於1988年退出球隊，將股權出售給由约翰·麦纳马拉（John McNamara）領導的財團。但已無法購回格伦马鲁尔公园，沙洛克流浪自此直到現在失去主場球場，惟有在1990至1996年於都柏林皇家學會（Royal Dublin Society）在巴尔司布瑞芝（Ballsbridge）的球場作賽一段時間較為穩定，期間獲得1993/94年球季聯賽冠軍及吸引合理數目的球迷進場。
球會主席约翰·麦纳马拉將手上股權於1996年賣給一個新財團，數月之後，球隊宣佈在都柏林南部的塔拉理（Tallaght）興建新球場。自此沙洛克流浪一面發展新球場，另一面則在都柏林市內不同的球場進行主場比賽，曾採用的球場包括托尔卡公园球场（Tolka Park）、瑞奇莫徳公园球场（Richmond Park）及位於仙卓（Santry）主要供田徑比賽用的摩顿运动场（Morton Stadium）。現時沙洛克流浪的「主場」是托尔卡公园球场。
由於過度花費及累積龐大的債務，沙洛克流浪於2005年球季財困加劇，需進行「財務審查」（examinership，其中一種无力偿付債務重組形式）。在「財務審查」期間球迷組織「沙洛克流浪400會」（Shamrock Rovers 400 Club）為球隊提供財務上的資助並實際控制球隊。這個組織現已更名為「沙洛克流浪會員會」（Shamrock Rovers Members club），以非牟利形式營運球隊。
2005年沙洛克流浪於升級/降級附加賽兩回合累計2-3負於現已退出的都柏林城（Dublin City），歷史上首次從頂級聯賽降級。幸而翌年即能奪得甲組聯賽冠軍重返超級聯賽行列。2007年球季在超級聯賽名列第5位。

## 球衣與會徽
據稱沙洛克流浪的首套綠白橫間球衣是由贝尔法斯特凯尔特人（Belfast Celtic）送贈，於1926年9月在一項盃賽首次穿著出戰布芮（Bray）。2007年由於國際足聯規定橫間或直間的球衣需在背號位置留有方形的淨色空框，因此沙洛克流浪球衣首次有橫間不是貫穿整件球衣。而作客球衣的顏色則時常改變，在1990年代中期採用紫色橫間球衣；而現時沙洛克流浪官方的作客球衣是全黑鑲綠邊，而第三款式球衣則為全綠色。
沙洛克流浪的會徽屬盾形紋章，一開始便是一個足球加一片三葉草（Shamrock），只曾有輕微的改動如三葉草的形式或對角線的闊度等。

## 主場球場
格伦马鲁尔公园
格伦马鲁尔公园（Glenmalure Park）通常被簡稱為「密尔城」（Milltown），位於都柏林密尔城（Milltown, Dublin），曾是沙洛克流浪的主場球場，於1987年被出售，拆卸後改建名為格伦马鲁尔广场（Glenmalure Square）的屋苑。
沙洛克流浪於20世紀初由市內地區林森德（Ringsend）搬遷到當時仍為半鄉郊的密尔城（Milltown, Dublin）。沙洛克流浪在密尔城與耶稣会（Jesuit Order）簽署長期租約租用一幅土地興建球場，於1926年9月19日正式啟用，友賽對贝尔法斯特凯尔特人（Belfast Celtic）。當科宁汉姆家族（Cunningham family）在1930年代接管球隊時，以其位於威克洛山脈（Wicklow Mountains）格伦马鲁尔山谷（Glenmalure valley）的老家將球場命名為格伦马鲁尔公园。
基尔康尼家族（Kilcoyne family）自1972年入主沙洛克流浪，其後從耶稣会購入格伦马鲁尔公园，於1987年決定將球場賣給地產發展商，在格伦马鲁尔公园舉行最後一場比賽是於1987年4月12日的愛爾蘭足協盃準決賽由沙洛克流浪對斯萊戈（Sligo Rovers），賽事中有球迷侵入球場草坪及抗議反對出售球場。經過長時間抗爭，格伦马鲁尔公园仍於199年夏季被拆卸。在出售主場後，沙洛克流浪一直未能找到永久替代場地，而部分居於密尔城的球迷更從此背棄球隊。
1998年5月21日沙洛克流浪的球迷在格伦马鲁尔公园舊址建立紀念碑。2007年4月12日在此進行名為「密尔城20」（Milltown20）的儀式紀念這個著名球場舉行最後一場比賽的廿週年。
塔拉理运动场
1997年2月10日沙洛克流浪獲南都柏林郡議會（South Dublin County Council）批出12.18英畝土地在都柏林市郊塔拉理（Tallaght）興建新球場，並於1998年1月14日批准工程計劃。2000年3月30日爱尔兰总理伯蒂·埃亨（Bertie Ahern）主持動土典禮。由於沙洛克流浪財政困難，工程於2001年11月停頓，當時已鋪設草坪及排水系統，主看台接近完工，而其他建築物完成程度不一。2003年7月沙洛克流浪獲准延後完成日期到2004年10月31日。2004年10月沙洛克流浪要求再延後完成日期一年半，同年12月申請被拒絕。2005年1月4日南都柏林郡議會取消有關租約。2005年4月11日沙洛克流浪進行「財務審查」，郡議會繼續與財務審查員商討有關球場完工及提供予沙洛克流浪作賽，其後沙洛克流浪由球迷組織「沙洛克流浪400會」（Shamrock Rovers 400 Club）接管。
2005年7月18日展開公眾諮詢，期間當地一間蓋爾運動協會（Gaelic Athletic Association）屬會托马斯·戴维斯（Thomas Davis）全程參與，同年12月12日通過決議改變球場用途，由單一足球場改成多用途球場，包括可以舉行高級蓋爾運動項目（senior GAA games），但需獲政府撥款才能實施，而沙洛克流浪仍然是首選租戶。其後政府澄清不會撥款，2006年1月13日郡議會投票通過按最初計劃繼續興建足球場。
2006年5月托马斯·戴维斯向高等法院申請司法覆核，希望推翻2006年1月13日的投票結果。申請理據包括文化紛爭，認為『塔拉理的年青人只局限於英式足球』，而興建單一足球場會令到『申請人置於嚴重不利環境以吸引塔拉理的年青人參加其體育會、體育運動、乃至蓋爾運動文化』。而事實上按球場原來的設計，其草坪面積可供初級蓋爾運動項目（junior GAA games）比賽用途，只有需求更大草坪面積的高級蓋爾運動項目才應付不了。12月14日愛爾蘭足球協會保證在財務支持沙洛克流浪在高院對抗托马斯·戴维斯。
司法覆核於2007年4月20日開庭，直到12月14日才告結束，法庭判決南都柏林郡議會及沙洛克流浪勝訴，南都柏林郡議會在2006年1月13日的按原定計劃繼續工程投票有效。托马斯·戴维斯於1月25日申請向最高法院上訴被拒。2008年5月6日塔拉理运动场的興建工程重新啟動，2009年3月，沙洛克流浪在失去主場廿年後再次嘗試主場比賽滋味。

## 歐洲比賽
沙洛克流浪參與歐洲比賽有悠久的歷史，是首支愛爾蘭球隊踏足歐洲賽場，於1957年在歐洲盃預賽對曼聯，首回合在达利穆恩特公园球场（Dalymount Park）大敗0-6，但次回合作客僅負2-3。在1960年代及1980年代經常獲得參賽資格。沙洛克流浪在歐洲的競賽取得一定的成績，尤其是近年在歐洲足協圖圖盃的表現。沙洛克流浪曾經擊敗來自盧森堡、塞浦路斯、冰島及德國的球隊，更是首支擊退來自土耳其及波蘭的對手的愛爾蘭球隊。最大的勝差是1982年以4-0擊敗弗雷姆雷克查域克（Fram Reykjavik）；而最大的負差是1994年以0-7大敗給薩比利斯（Górnik Zabrze）。部分值得一提的賽果包括：
- 1963/64年球季在城市展覽盃2-2賽和及0-1負於；
- 1965/66年球季在城市展覽盃1-1賽和及1-2負於薩拉戈薩；
- 1966/67年球季在盃賽冠軍盃1-1賽和及2-3負於拜仁慕尼黑；
- 1969/70年球季在盃賽冠軍盃2-1擊敗；
- 2003年球季在圖圖盃兩回合2-1及1-0擊敗奧特拿（Odra Wodzisław）。
- 2011年透過歐洲聯賽冠軍盃附加賽，角逐歐霸盃小組賽。

沙洛克流浪在歐洲競賽的總成績：
| 競賽名稱    | 比賽場數 | 勝 | 和 | 負 | 入球 | 失球 |
| ----------- | -------- | -- | -- | -- | ---- | ---- |
| 歐洲盃/歐聯 | 14       | 0  | 4  | 10 | 7    | 28   |
| 盃賽冠軍盃  | 16       | 5  | 2  | 9  | 19   | 27   |
| 城市展覽盃  | 4        | 0  | 2  | 2  | 4    | 6    |
| 足協盃/歐霸 | 8        | 2  | 0  | 6  | 8    | 18   |
| 圖圖盃      | 6        | 3  | 0  | 3  | 7    | 10   |
| 合計：      | 48       | 10 | 8  | 30 | 45   | 89   |

## 支持球迷
沙洛克流浪的支持球迷成立多個球迷會組織，有關詳情會在比賽場刊「Hoops Scene」或每週三的《先驅晚報》（Evening Herald）中刊登，有部分球迷會參加多於一個以上的球迷會。

### 球會主權
「沙洛克流浪會員會」（Shamrock Rovers Members Club）於2002年11月由當時球隊的董事會以「沙洛克流浪400會」（Shamrock Rovers 400 Club ）的名義成立，由支持者每月捐出定額金錢以資助球隊的財政，月費為50歐元，現時擁有510名會員，會席開放給所有沙洛克流浪球迷參加。
「400會」當初成立的唯一目的是為幫助獲得興建塔拉理运动场（Tallaght Stadium）的按揭。其後籌集的資金另有用途，因此會員於2005年取回管理權並完全獨立於沙洛克流浪會董事會。「400會」以信託人（Trustees）形式組成董事會，董事會每年重選一次，每名付費會員可以投一票。2005年4月沙洛克流浪進行財務審查，「400會」期間成為球隊的主要投資者及償還部分債項，當財務審查於7月結束時，「400會」成功接管沙洛克流浪，「400會」的董事會變成沙洛克流浪董事會。於2006年的會員大會（Annual General Meeting，簡稱AGM）議決更名成為「沙洛克流浪會員會」。

### 球迷雜誌
過往沙洛克流浪的球迷曾出版不同的球迷雜誌，隨著流行於互聯網上的討論區，導致現時沒有一本沙洛克流浪的球迷雜誌刊行。
- 《Glenmalure Gazette》 ：由1988年11月到1991年3月期間曾出版22期；
- 《Hooped on a Feeling》：只在1996年9月出版一期；
- 《Hoops Upside Your Head》 ；
- 《Some Ecstasy》：於1992/93年到1994/95年內三個球季出版。

## 社區計劃
沙洛克流浪是倡議「愛爾蘭對種族歧視出示紅牌」（Show Racism the Red Card Ireland）的積極參與者，於季中部分比賽送出相關海報，同時亦在球隊內及參與的社區活動中發揚種族平等的訊息。
基於沙洛克流浪札根社區的特質，於各級的教育均設有獎學金。更與塔拉理科技學院（Institute of Technology Tallaght）合作為球員提供第三級教育的機會。

## 球會榮譽
- 愛爾蘭足球聯賽冠軍：17（紀錄）
  - 1922/23年、1924/25年、1926/27年、1931/32年、1937/38年、1938/39年、1953/54年、1956/57年、1958/59年、1963/64年、
1983/84年、1984/85年、1985/86年、1986/87年、1993/94年、2010年、2011年；
- 甲組聯賽冠軍：1
  - 2006年；
- 愛爾蘭足協盃：24（紀錄）
  - 1925年、1929年、1930年、1931年、1932年、1933年、1936年、1940年、1944年、1945年、
1948年、1955年、1956年、1962年、1964年、1965年、1966年、1967年、1968年、1969年、
1978年、1985年、1986年、1987年；
- 愛爾蘭足協聯賽盃：1
  - 1976/77年；
- 愛爾蘭聯賽盾：18（紀錄）
  - 1924/25年、1926/27年、1931/32年、1932/33年、1934/35年、1937/38年、1941/42年、1949/50年、1951/52年、1954/55年、
1955/56年、1956/57年、1957/58年、1962/63年、1963/64年、1964/65年、1965/66年、1967/68年；

## 球員名單
截至2008年10月
註釋：國旗表示球員在國際足聯資格規則定義的國家隊。球員可能擁有一個以上非國際足聯國籍。
| 號碼 |        | 位置 | 球員                   |
| ---- | ------ | ---- | ---------------------- |
|      | 爱尔兰 | 门将 | Barry Murphy           |
|      | 爱尔兰 | 门将 | Karl Coleman           |
|      | 爱尔兰 | 门将 | Robert Duggan          |
|      | 爱尔兰 | 后卫 | Aidan Price（captain） |
|      | 爱尔兰 | 后卫 | Ger O'Brien            |
|      | 爱尔兰 | 后卫 | Simon Madden           |
|      | 爱尔兰 | 后卫 | Pat Flynn              |
|      | 爱尔兰 | 后卫 | Darren Stapleton       |
|      | 爱尔兰 | 后卫 | Daragh Maguire         |
|      | 爱尔兰 | 后卫 | Danny O'Connor         |
|      | 爱尔兰 | 中场 | Stephen Rice           |

| 號碼 |        | 位置 | 球員                               |
| ---- | ------ | ---- | ---------------------------------- |
|      | 爱尔兰 | 中场 | John Martin                        |
|      | 爱尔兰 | 中场 | Eric McGill                        |
|      | 爱尔兰 | 中场 | Sean O'Connor                      |
|      | 爱尔兰 | 前锋 | Padraig Amond                      |
|      | 爱尔兰 | 前锋 | Tadhg Purcell                      |
|      | 爱尔兰 | 前锋 | Eoin Doyle                         |
|      | 爱尔兰 | 前锋 | Mark Leech                         |
|      | 喀麦隆 | 前锋 | Joseph Ndo                         |
|      | 爱尔兰 | 后卫 | Dean Lawrence（外借到舒尔本）      |
|      | 爱尔兰 | 前锋 | Ciarán Kilduff（外借到基爾德爾郡） |
|      | 爱尔兰 | 后卫 | Karl Keogh                         |

## 著名球員
| - Paddy Ambrose - Eddie Bailham - Jim Beglin - Tommy Breen - Johnny Carey - Paddy Coad - Tommy Donnelly - Jimmy Dunne - Pat Dunne - Eamon Dunphy - Tommy Eglington - Peter Farrell（Four F's ） - Pat Fenlon - Eamonn Fagan（Four F's ） | - John Joe Flood（Four F's ） - Bob Fullam（Four F's ） - Johnny Fullam - Bobby Gilbert - 尊尼·基路士（John Giles） - Tommy Godwin - Eoin Hand - Jackie Jameson - Jimmy Kelly - Mick Leech - Jimmy McAlinden - Maxie McCann - Paddy Moore - Paddy Mulligan | - Liam Munroe - Ronnie Nolan - Liam O'Brien - Tommy O'Connor - Frank O'Neill - Noel Peyton - Jason Sherlock - Mick Smyth - Liam Tuohy - Tony Ward - Bobby Tambling - Matt Doherty |

## 近代領隊
| - 强尼·吉尔斯（Johnny Giles） - 吉姆·迈克劳林（Jim McLaughlin） - Mick Byrne | - Ray Treacy - Damien Richardson - Liam Buckley | - Roddy Collins - Pat Scully - 吉姆·克劳福德（Jim Crawford） |

## 外部連結
- http://www.shamrockrovers.ie/ （页面存档备份，存于）
- http://www.fai.ie/staticarticle.asp?hlid=244027 （页面存档备份，存于）
- http://www.theredcard.ie （页面存档备份，存于）